# Суперспорт Юнайтед
«Суперспорт Юнайтед» (англ. Supersport United Football Club) — южноафриканский футбольный клуб из Претории, образованный в 1994 году на базе прекратившего своё существование «Претория Сити». Выступает в Премьер-лиге ЮАР. Домашние матчи проводит на стадионе «Аттериджвиль Супер Стэйдиум», вмещающем 28 900 зрителей.

## История
«Суперспорт Юнайтед» является самым «молодым» победителем Премьер-лиги ЮАР и одним из самых успешных клубов страны начала 21 века. Будучи образованным лишь в 1994 году, клуб из Претории дважды выигрывал серебряные медали первенства, один раз — бронзу, и трижды становился лучшим клубом страны. Помимо этого, «Модники» дважды выигрывали Кубок страны и один раз — Кубок Восьми. Также «Суперспорт Юнайтед» является одним из пяти клубов ЮАР, которые за все существование Премьер-лиги ЮАР (начиная с 1996 года) ещё ни разу её не покидали.

## Достижения

### Местные
- Победитель Премьер-лиги ЮАР (с 1996 года) — 3 (2007/08, 2008/09, 2009/10)
- Обладатель Кубка ЮАР — 5 (1999, 2005, 2012, 2016, 2017)
- Обладатель Кубка Лиги ЮАР — 1 (2014)
- Обладатель Кубка Восьми — 2 (2004, 2017)